# Incursiones de los rus en el mar Caspio

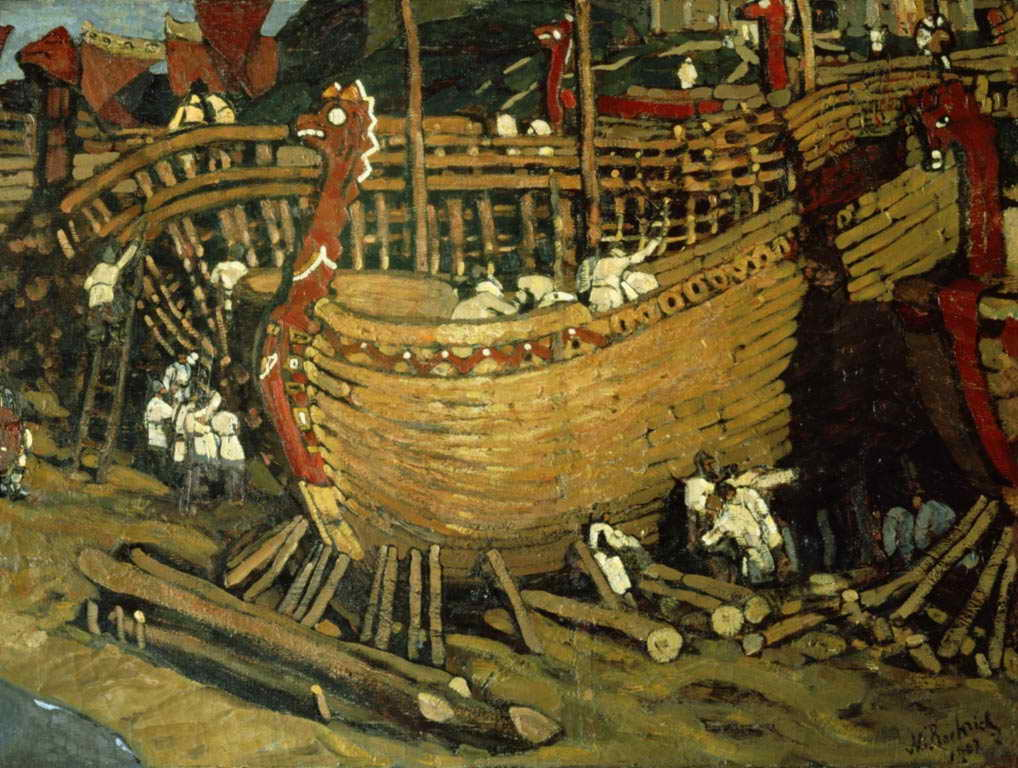
Construyen drakkars. Óleo de Nikolái Roerich. 1903.

Las incursiones de los rus en el mar Caspio fueron una serie de ataques militares efectuados por los rus entre los años 864 y 1041 en las costas del mar Caspio. Al principio, los rus aparecieron en Serkland en el siglo IX para comerciar a lo largo de la ruta del Volga, vendiendo pieles, miel y esclavos. Los primeros ataques a pequeña escala se produjeron a finales del siglo IX y comienzos del X. Los rus emprendieron su primera expedición a gran escala en el año 913; tras su llegada en 500 barcos, saquearon Gorgan, situada en el territorio del actual Irán, y las tierras cercanas, capturando esclavos y bienes. Durante su regreso, los expedicionarios del norte fueron atacados y derrotados por los jázaros en el delta del Volga, y quienes lograron escapar acabaron muertos por las tribus locales del curso medio del Volga.
En su siguiente expedición, en 943, los rus capturaron Barda, la capital de Arran, situada en la actual Azerbaiyán. Los rus permanecieron allí varios meses, asesinando a muchos de los habitantes de la ciudad y reuniendo un gran botín. Finalmente, una epidemia de disentería obligó a que los rus partieran con sus riquezas. Sviatoslav,  príncipe de la Rus de Kiev, estuvo al frente del siguiente ataque, el cual destruyó el estado jázaro en 965. La campaña de Sviatoslav significó el dominio de las rutas de comercio de norte a sur por parte de los rus, lo que ayudó a cambiar la demografía de la región. El último ataque se produjo en 1041, cuando los escandinavos encabezados por Ingvar el Viajero realizaron su intento final por restablecer la ruta al mar Caspio.

## Contexto y primeros años

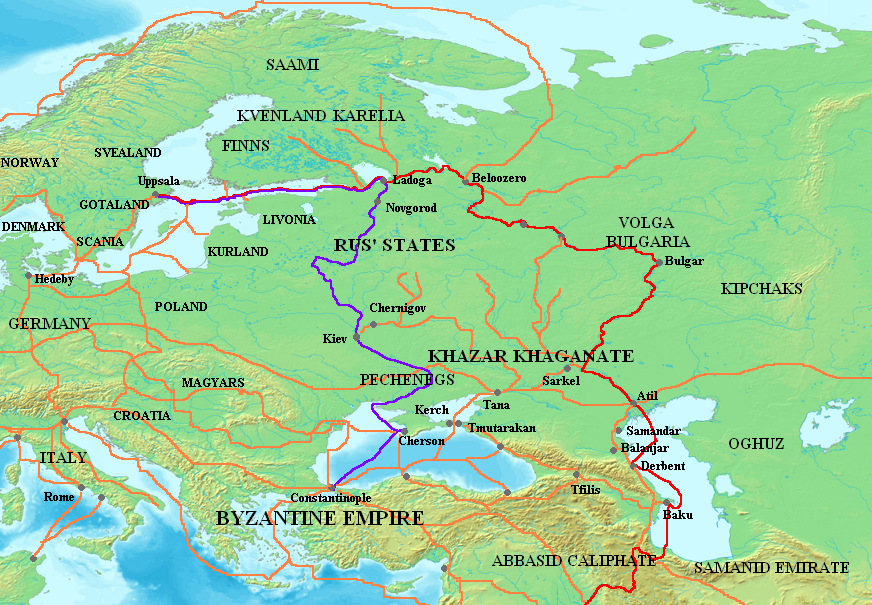
Mapa con las principales rutas de comercio varegas: las rutas comerciales del Volga (en rojo) y de los varegos a los griegos (en púrpura). El resto de las rutas comerciales de los siglos VIII al XI aparecen en color anaranjado.

La primera vez que los rus ingresaron en tierras musulmanas junto al mar Caspio lo hicieron como comerciantes, y no como guerreros. A comienzos del siglo IX, los nórdicos se establecieron en el noroeste de Rusia, donde fundaron un pueblo llamado Aldeigja (en eslavo: Ládoga) a unos 9,7 km al sur de la desembocadura del río Vóljov en el lago Ládoga. Desde allí, comenzaron a comerciar con el Imperio bizantino a lo largo de la ruta comercial del Dniéper, y con las tierras musulmanas cercanas al mar Caspio mediante la ruta comercial del Volga. A finales del siglo IX, Ibn Khordadbeh mencionó que los rus compraban bienes a los jázaros en los mercados del curso inferior del Volga y los vendían en las ciudades del Caspio; estos mercaderes llevaban consigo pieles, miel y esclavos. Incluso existieron pequeños grupos de rus que llegaron a camello hasta Bagdad para vender sus bienes; en estas ocasiones, sus esclavos europeos ejercían la labor de intérpretes.
El historiador y antropólogo Thomas Schaub Noonan cree que los rus llegaron a Bagdad ya en el año 800, algo que se sostiene debido al descubrimiento de monedas (dirham) sasánidas, árabes y arabosasánidas  en Peterhof, cerca de San Petersburgo, cuya acuñación se ha datado en 804-805. En los textos escritos por Ibn Khordadbeh, los rus son descritos como «parientes de los saqaliba», un término que se solía utilizar para referirse a los eslavos, y los antinormandistas interpretan dicho pasaje como una muestra de que los rus eran eslavos en lugar de escandinavos. Según la interpretación de los normandistas, la palabra Saqaliba también se aplicaba habitualmente a cualquier persona rubia y de complexión vigorosa perteneciente al centro, este y noreste de Europa, por lo que en esta ocasión la lengua de Ibn Khordadbeh resulta ambigua.
La primera incursión de los rus al mar Caspio sucedió en algún momento del reinado de Hasan ibn Zaid, señor de Tabaristán desde 864 hasta 884. Los rus penetraron en el mar Caspio y atacaron la costa este, en Abaskun. Es probable que esta invasión fuera a muy pequeña escala. La segunda incursión ocurrió en 909 o 910 y también tuvo a Abaskun como objetivo; al igual que en la ocasión previa, esta fue una expedición menor de solo dieciséis barcos. La tercera correría menor sucedió en 911 o 912.

## Incursión del año 913

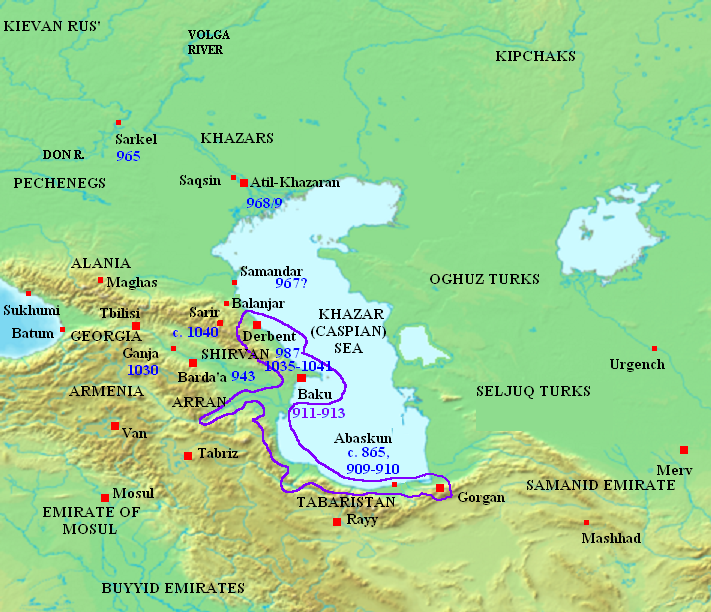
Mapa que indica las ubicaciones de las incursiones más importantes de los rus en el mar Caspio, desde mediados del hasta mediados del. Las fechas en azul señalan los principales ataques; la zona demarcada en púrpura indica el área afectada por la invasión de 913. Los nombres de los estados son una representación de la situación política c. 950.

En 913, los rus emprendieron su primera expedición a gran escala. La costa sur del mar Caspio fue testigo de la llegada de quinientos barcos de los rus que atravesaron el país de los jázaros. Con el fin de obtener un paso seguro por sus tierras, los rus prometieron a los jázaros la mitad del botín. Las naves siguieron el curso del río Dniéper hasta el mar Negro, luego ingresaron en el mar de Azov y en el río Don y pasaron junto a la ciudad jázara de Sarkel; finalmente, transportando los barcos por tierra, llegaron al Volga, que los llevó al mar Caspio.
Los rus talaron la región de Gorgan, en las cercanías de Abaskun, saqueando todo lugar por el que pasaban. Mientras los barcos se encontraban anclados cerca de las islas del sudoeste del mar Caspio, se efectuó un vano intento por repeler a los invasores; estos pudieron seguir saqueando a sus anchas. Al otro lado del mar, se apoderaron de Bakú y penetraron en la región una distancia equivalente a tres días de viaje desde la costa; arrasaron Arran, Beylaqan y Shirvan. Siempre se apropiaban de cuanto podían, y capturaban a mujeres y niños para hacerlos esclavos. De regreso a sus hogares, la noticia de sus atrocidades los precedió y, en el delta del Volga, fueron atacados por los jázaros y algunos cristianos, al parecer con el consentimiento del rey de los jázaros. Según al-Masudi, aquellos rus que lograron escapar fueron aniquilados por los burtas y los búlgaros del Volga.

## Incursión del año 943
La segunda campaña a gran escala tuvo lugar en 943, cuando Ígor era el líder supremo de los rus, según la Primera Crónica Rusa. Durante la expedición de 943, los rus subieron por el río Kurá, en las profundidades del Cáucaso, vencieron a las tropas de Marzuban bin Muhammad y capturaron Barda, la capital de Arran. Los rus permitieron que los habitantes conservaran su religión a cambio del reconocimiento de su dominio absoluto; existe la posibilidad de que los rus pretendieran establecerse allí en forma permanente. De acuerdo con lo narrado por ibn Miskawaih, los locales rompieron la paz arrojando piedras contra los rus, quienes exigieron que el pueblo abandonara la ciudad. Ante la respuesta negativa al ultimátum, los rus comenzaron a matar gente y a exigir rescate por la liberación de varios prisioneros. La matanza se interrumpió al poco tiempo para dar paso a unas negociaciones que no duraron. Los rus permanecieron en Barda varios meses, utilizándola como base para saquear las zonas cercanas y reunir un cuantioso botín.
La ciudad se vio salvada por una epidemia de disentería se estalló entre los rus. Ibn Miskawaih señala que los rus «se alimentaban excesivamente de una fruta de las que crecen en gran número aquí. Esto produjo una epidemia entre ellos [...] y sus fuerzas comenzaron a menguar». Alentados por la epidemia que asolaba a los rus, los musulmanes marcharon hacia la ciudad. Los rus, con su jefe montado en un burro, realizó una salida que fracasó estrepitosamente y donde perdió a 700 guerreros pero evitó que lo rodearan y retrocedió hasta la fortaleza de Barda, donde fue asediado por los musulmanes. Extenuados a causa de la enfermedad y el asedio, los rus «abandonaron en medio de la noche la fortaleza donde habían establecido sus cuarteles, cargando sobre sus espaldas todo el tesoro que podían, gemas y vestimentas finas, así como también a jóvenes esclavos, y se dirigieron al río Kurá, donde los barcos que los habían traído desde sus hogares estaban preparados con sus tripulaciones y 300 rus a quienes habían estado sustentando con partes del botín». Luego, los musulmanes exhumaron las tumbas de los rus para apropiarse de las armas que habían sido enterradas junto a los guerreros.
George Vernadsky sugiere que el jefe de los rus que atacó Barda a lomo de burro fue Oleg de Nóvgorod. Vernadsky señala que Oleg sería Helgu, un personaje mencionado en la Carta de Schechter. Según dicho documento, Helgu se dirigió a Persia en bote y murió allí luego del ataque fallido a Constantinopla en 941. Por otro lado, Lev Gumiliov (hijo de Anna Ajmátova), basándose en el nombre del líder de los rus (tal como fue registrado en textos árabes), supone que este líder sería Sveneld, un jefe varengo cuya riqueza se destaca en la Primera Crónica en 945.

## La destrucción del estado jázaro
Las fuentes no son claras en cuanto al origen del conflicto entre el estado jázaro y los rus, por lo que se han barajado diversas hipótesis. Los rus estaban interesados en eliminar el dominio de los jázaros sobre la ruta comercial del Volga debido a que estos cobraban impuestos por los bienes transportados por el río. Al parecer, el Imperio Bizantino también jugó el papel de incitador al respecto. Los jázaros habían estado aliados con los bizantinos hasta el reinado de Romano I Lecapeno, quien persiguió a los judíos dentro de su imperio. Según la Carta de Schechter, el gobernante jázaro Yosef ben Aaron respondió a la persecución de los judíos «deshaciéndose de muchos cristianos» y Romano, como represalia, incitó a Oleg de Nóvgorod (llamado Helgu en la carta) a atacar el estado jázaro.
También es posible que el conflicto se haya visto espoleado por la decisión de los jázaros de cerrar el paso hacia el Volga como respuesta a la invasión de 943. En la Correspondencia Jázara, escrita aproximadamente entre 950–960, Yosef informa su papel como defensor de las políticas musulmanas de la región del mar Caspio contra las incursiones de los rus: «Tengo que emprender una guerra contra ellos [los rus] porque si les diera la más mínima oportunidad, devastarían todo el territorio musulmán hasta llegar a Bagdad». Los conflictos anteriores entre el ejército jázaro y los saqueadores rus en c. 912 podrían haber contribuido a la toma de estas medidas y a la hostilidad de los rus contra el estado jázaro.

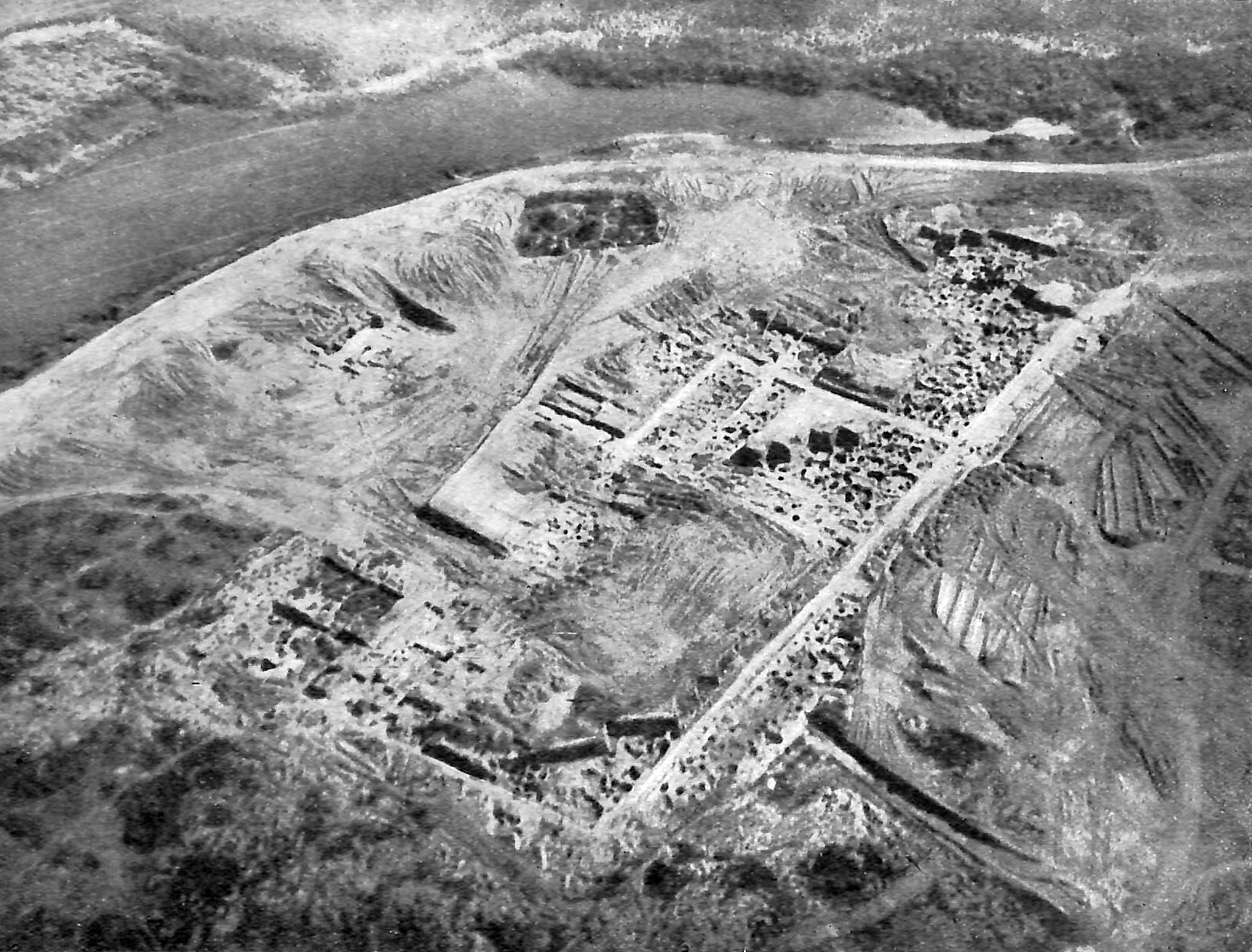
El sitio de la fortaleza jázara de Sarkel, saqueada por Sviatoslav c. 965. Fotografía aérea de las excavaciones realizadas por Mijaíl Artamónov en los años 1930.

En 965, Sviatoslav I de Kiev finalmente entró en guerra contra los jázaros. Para su campaña, empleó a mercenarios oğuces y pechenegos, tal vez para contrarrestar la caballería superior de los jázaros. Sviatoslav destruyó la ciudad de Sarkel aproximadamente en el año 965 y es posible que saqueara Kerch, en Crimea, aunque sin ocuparla. A continuación (posiblemente en 968 o 969) destruyó Atil, la capital jázara. Poco después de la campaña de Sviatoslav, un hombre que visitó Atil escribió: «Los rus atacaron y en las ramas no quedaron ni toronjas ni uvas, ni una sola hoja». Ibn Hawqal es el único escritor que informó acerca del saqueo a Samandar, tras el cual los rus partieron hacia «Rûm y Al-Ándalus».
La campaña de Sviatoslav puso abruptamente fin a la prosperidad e independencia del estado jázaro. La destrucción del poderío imperial preparó el camino para que la Rus de Kiev dominara las rutas de comercio de norte a sur, atravesando la estepa y el mar Negro, rutas que antiguamente habían sido una importante fuente de ingresos para los jázaros. Además, la expedición de Sviatoslav causó un aumento en el número de asentamientos eslavos dentro de la región perteneciente a la civilización saltovo-mayaki, modificando inmensamente la demografía y cultura en el área de transición entre el bosque y la estepa.

## Expediciones posteriores

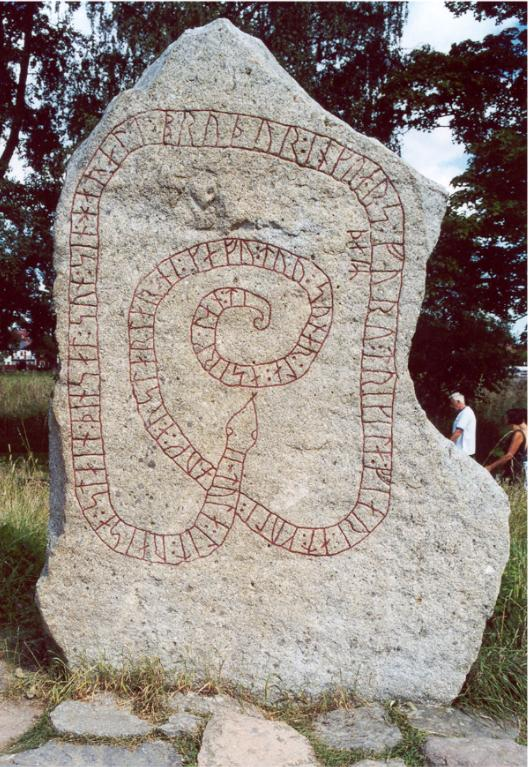
La Piedra rúnica de Gripsholm conmemora a los escandinavos caídos durante la expedición de Ingvar el Viajero.

En 987, Maymun, emir de Derbent, pidió auxilio a los rus para enfrentar a los jefes tribales locales. Los rus enviaron un contingente (que al parecer estaba compuesto en su mayoría por soldados profesionales) a bordo de dieciocho barcos. Como ignoraban cómo los iban a recibir, enviaron un barco de reconocimiento para tantear la situación y, después de que la tripulación fuera masacrada por los locales, saquearon la ciudad de Maskat. En 989, el mismo Maymun parece ser que había rechazado las exigencias por parte de un predicador local para que le entregase a los mercenarios rus para que se convirtieran al islam o fueran sentenciados a muerte. En la disputa por el poder que sobrevino, Maymun fue exiliado de la ciudad y obligado a entregar a los soldados rus, pero regresó en el año 992.
En 1030, los rus invadieron la región de Shirvan y el señor de Ganja les pagó una gran suma de dinero para que colaborasen en sofocar una revuelta en Beylagan. Luego de esto, los rus volvieron a casa. Según una fuente, los rus regresaron en noviembre del año siguiente, pero fueron vencidos cerca de Bakú y expulsados. En 1032 se produjo otra incursión rus a Shirvan que contó con la participación de los alanos y los sarir; los musulmanes de la zona derrotaron a los rus en 1033. No existe certeza alguna respecto a qué grupo de rus pertenecían estos invasores. Omeljan Pritsak señala que operaban desde una base ubicada cerca del estuario del Térek y que su cuartel principal se encontraba en Tmutarakáñ. Pritsak también especula que los rus, que operaban en la cuenca del mar Caspio, prestaron ayuda al poco tiempo a los oğuces que trataban de adueñarse de Corasmia.
La saga legendaria Yngvars saga víðförla describe la última incursión de los vikingos al mar Caspio, datada en 1041 y posiblemente vinculada con la batalla georgio-bizantina de Sasireti, en la que participó un ejército varego; en la saga, los elementos legendarios se hallan entrelazados con los acontecimientos históricos. Esta expedición partió desde Suecia al mando de Ingvar el Viajero, quien bajó por el Volga hasta tierras de los sarracenos (Serkland en idioma nórdico). Existen al menos veintiséis piedras rúnicas de Ingvar —de las cuales veintitrés se encuentran en la zona de Uppland, Suecia, cerca del lago Mälaren— que hacen referencia a los guerreros suecos que emprendieron el viaje junto a Ingvar en una expedición cuyo objetivo más probable fuese reabrir las antiguas rutas de comercio puesto que los búlgaros y los jázaros ya no presentaban un obstáculo. Una piedra correspondiente al hermano de Ingvar señala que se dirigió hacia el este en busca de oro, pero que murió en tierra sarracena. Luego de esta incursión, los nórdicos no volvieron a realizar ningún intento por reabrir la ruta entre los mares Báltico y Caspio.
Khaqani se refiere a una invasión de los rus ocurrida en 1173 o 1174; sin embargo, Peter Golden afirma que los rus mencionados por Khaqani eran piratas del Volga que llegaron en setenta y tres barcos. Al mismo tiempo, los cumanos atacaron las ciudades de Derbent y Shabaran. El shirvanshah Ahsitan I solicitó la ayuda del rey de Georgia, Jorge III, y juntos vencieron a los rus y los cumanos. No obstante, las fuentes georgianas no mencionan la participación de los rus en dicho suceso.